# 世界征服
世界征服（せかいせいふく）とは、実力によって世界にある全ての国家を打倒して解体・併合を行うことで、世界及びそこに居住する全ての人類を自己の支配下に置くことを指すが、現実の歴史において、未だに、世界征服を達成した国、人物は存在した例がない。
しかし、特定の国家や財閥、一般には知られていない秘密の超国家勢力、世界革命を掲げる共産主義者などが世界征服を企んでいるという言及はしばしば行われている。「新世界秩序」論などがそれである。ユダヤ人が世界征服を企んでいるという『シオン賢者の議定書』は、現実の世界において反ユダヤ主義に利用されることとなった。
またフィクションではよく題材とされる。

## 政治分野における言及
第4代ムガル帝国皇帝はジャハーンギールと称したが、これは世界征服者という意味である。
戦間期や第二次世界大戦期、冷戦期においては、敵とする対象が世界征服の挙に出ているという言及がしばしば行われている。	
日本の陸軍省軍事調査部は「共産露国（ソビエト連邦）」の意図が「依然として武力を背景とする赤化による世界征服に在ることは毫も変りない」という内容をパンフレットに掲載している。
日中戦争時、中華民国行政院副院長張群は、日本の「東亜新秩序」はアジアの征服、極東をして世界征服の基地とするためのものであると言及している。ポツダム宣言第六項では、日本を世界征服の挙に至らしめた勢力を排除すべきことが明文化された。2015年には参議院議員の和田政宗が宣言中の「世界征服」は何を意味しているかという質問主意書を提出したが、日本政府は「連合国側の政治的意図を表明した文書であり、政府としては答える立場にない」と回答している。
冷戦期においても対立する陣営が世界征服を狙っているという発言が見られる。朝鮮戦争の最中、1950年12月16日にハリー・S・トルーマン大統領が行った国家非常事態宣言は「Whereas world conquest by communist imperialism（共産帝国主義による世界征服）」の文言がある。

## 宗教とテロ組織

### イスラム教
預言者ムハンマドの登場から正統カリフの時代を経て、ウマイヤ朝・アッバース朝にいたるまでの初期イスラーム政権においては、ジハード（聖戦）の名の下に非イスラーム世界を侵略し、征服することが宗教的義務として位置づけられており、最終的には全世界をくまなく征服してダール・アル＝イスラームに包括し、異教徒をイスラームの支配下に屈服させなければならないとされていた。
現代では現実的な力関係や宗教多元主義思想の広まりから、イスラーム世界においても表立って侵略戦争としてのジハードを唱えるものは少ない。

### オウム真理教
オウム真理教の麻原彰晃は一代で全国統一を成した明の太祖朱元璋の生まれ変わりを自称しており、1994年2月22日より麻原ら一行が中華人民共和国の孝陵（朱元璋の陵墓）などの縁の地を巡った際には、同行した村井秀夫、新実智光、井上嘉浩、早川紀代秀、遠藤誠一、中川智正に対し旅の途中、麻原は「1997年、私は日本の王になる。2003年までに世界の大部分はオウム真理教の勢力になる。真理に仇なす者はできるだけ早くポアしなければならない」と説法し、日本国を武力で打倒して「オウム国家」を建設し、更には世界征服をも念頭に置いている旨を明らかにした。

## フィクションにおける世界征服
フィクションの世界においては、世界征服を最終目的とした犯罪行為を行う国家・秘密結社・マッドサイエンティストなどがしばしば出現するが、それらはスーパーヒーロー（正義の味方）と国際的な（正義のある）情報機関（兼防衛組織）に倒されるのが定番とされている（宇宙人がこれを行う場合は下記のように「地球征服」「地球侵略」などと言う）。

### 地球侵略
世界征服のジャンルには、宇宙人（異星人）による地球侵略を描いたものがある。
古典作品では、H・G・ウェルズの火星人による地球侵略を描いた宇宙戦争が有名である。宇宙戦争は1953年に映画化され、また1950年代には多くの宇宙人による地球侵略をテーマにした作品が多く作られた。それには東西冷戦という時代背景があり、宇宙開発を推し進めるソ連などの共産主義の脅威を宇宙人の侵略に見立てて、風刺するという意味があった。1962年には今日泊亜蘭が、30世紀人の20世紀への侵攻というテーマで『刈得ざる種』（のち『光の塔』に改題）を著している。